# Louis-Jean Delton
Louis-Jean dit « John » Delton (Paris, 20 avril 1807 - Neuilly-sur-Seine, 2 janvier 1891), est un officier, passionné d’équitation et de hippisme, devenu photographe hippique et fondateur d’une dynastie de photographes qui ont tous porté le nom de Jean Delton.

## Biographie
Après sa carrière d’officier, il est l’un des initiateurs des courses de chevaux en France, avec Auguste Lupin. Il est membre du Jockey Club de Paris. Il vient à la photographie par passion des chevaux. Il installe son atelier au bois de Boulogne, au 83 de l’avenue de l’Impératrice (aujourd’hui avenue Foch). Il y photographie les cavaliers de l’aristocratie, amazones et jockeys qui s’y retrouvent chaque jour, et constitue ainsi une importante collection. Ses modèles posent soit « sur le motif », dans des emplacements choisis du bois, soit dans son atelier, devant de gigantesques toiles peintes. Sa clientèle est faite lorsqu’en 1862 il photographie la famille impériale, le roi de Prusse, le futur roi d’Espagne Alphonse XII. Il expose dans des expositions internationales et publie des recueils de photographies. En 1867 ses fils Jean et Georges travaillent avec lui, puis Jean lui succède en 1870. L’atelier est détruit par un bombardement prussien pendant la guerre. Il sera rapidement reconstruit.

## Jean Delton I
Son fils Jean Delton, né en 1850 et mort en 1901, réalise les premières photographies de chevaux en mouvement en 1884. Il fait lui aussi de nombreuses expositions et publie divers ouvrages : Reproductions des 104 illustrations de la Bible du Révérend Thomas Stackahouse (1871), Chevaux et équipages à Paris (1878, Tour du Bois (1883). De 1889 à 1894, il publie la revue illustrée Photographie hippique et est directeur du journal Le Sport universel illustré.

## Jean Delton II
Son petit-fils, prénommé Jean comme lui, naît en 1890. Mobilisé en 1914, il est tué en Belgique le 19 octobre de la même année.

## Photographies

Galerie photographique
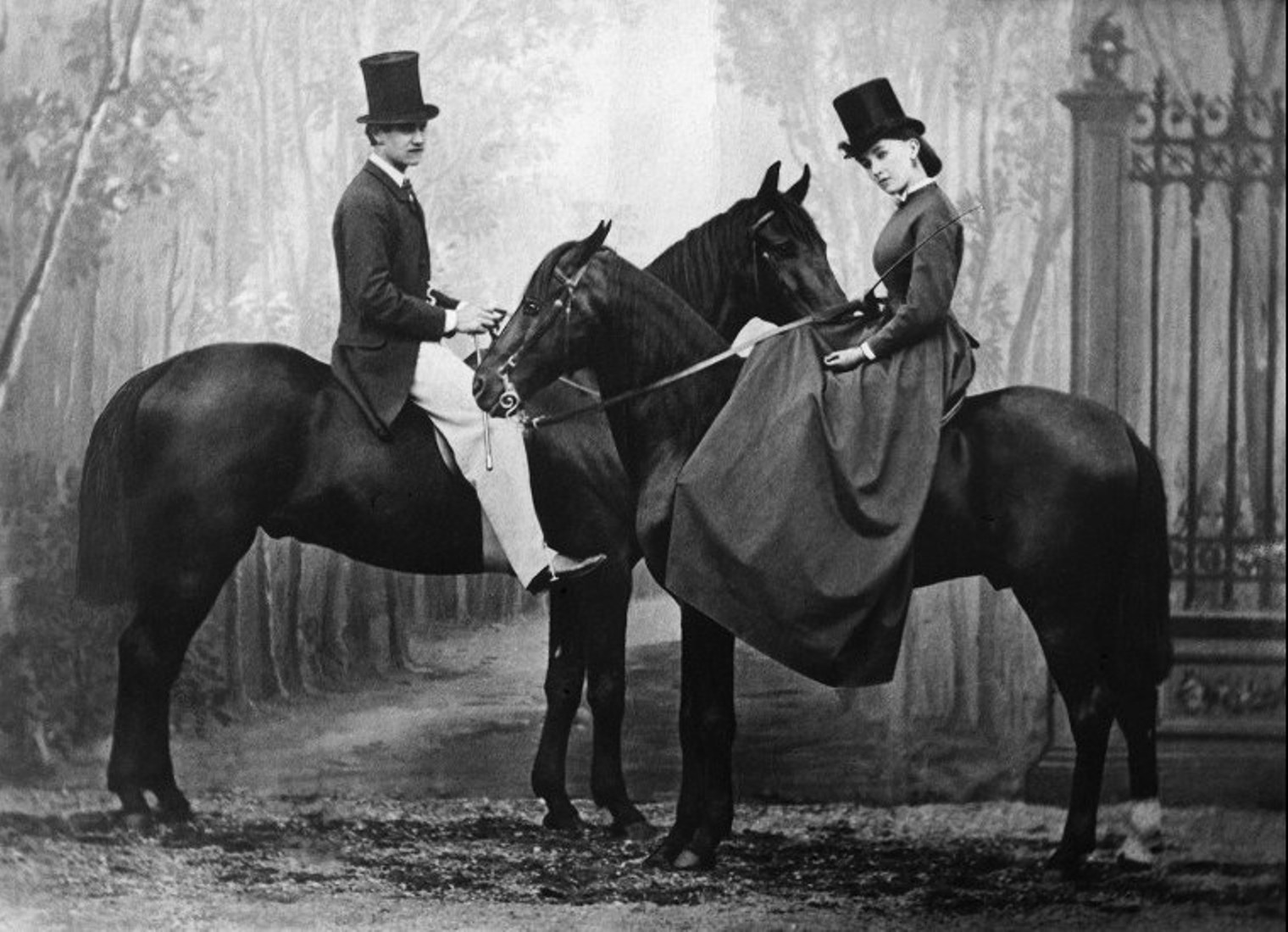
Achille Murat (1847-1895), fils du prince Lucien Murat, et Cora Pearl en 1865 par Louis-Jean Delton.
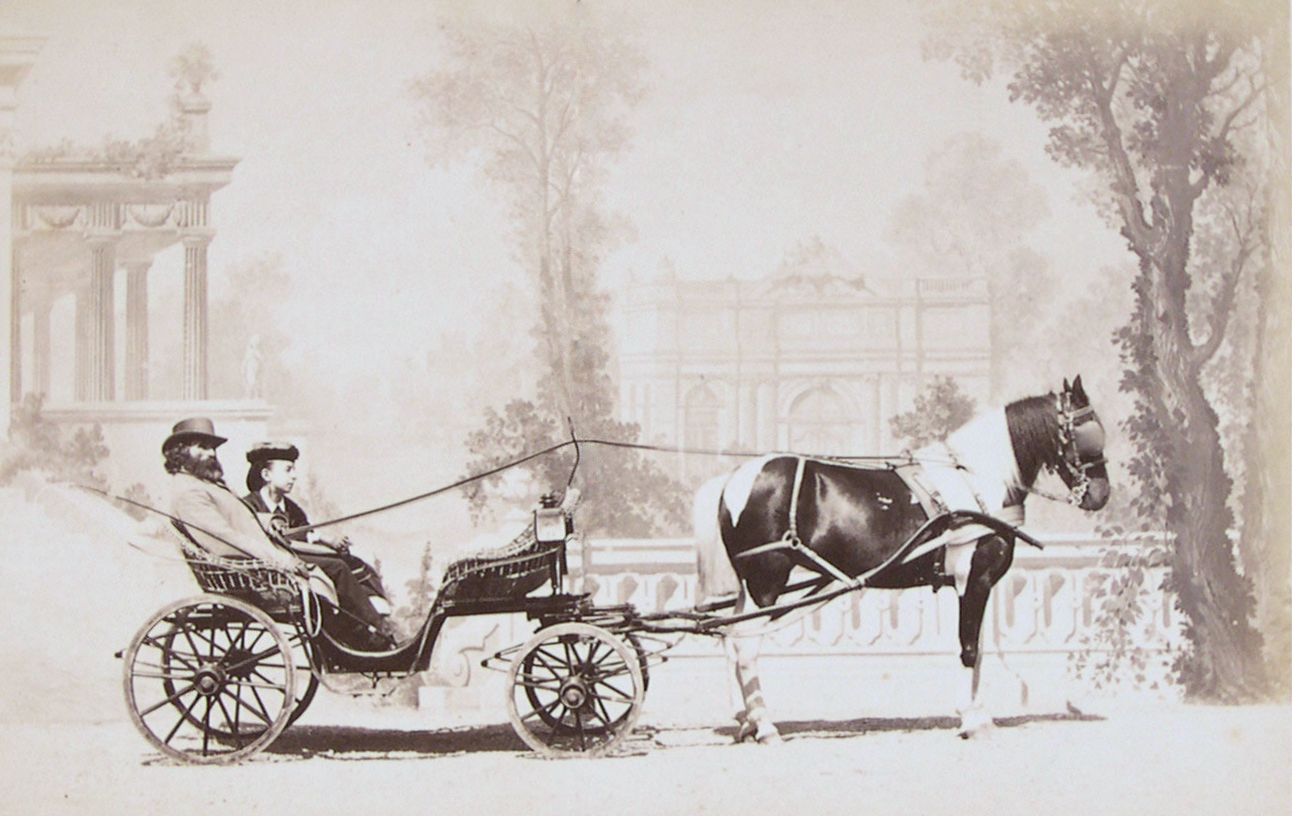
Adam Salomon, par Louis-Jean Delton (1867).
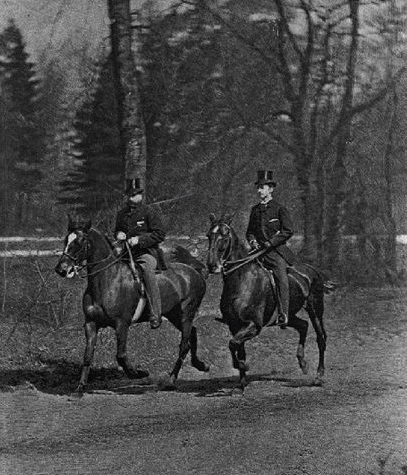
Photographie hippique de Jean I Delton.
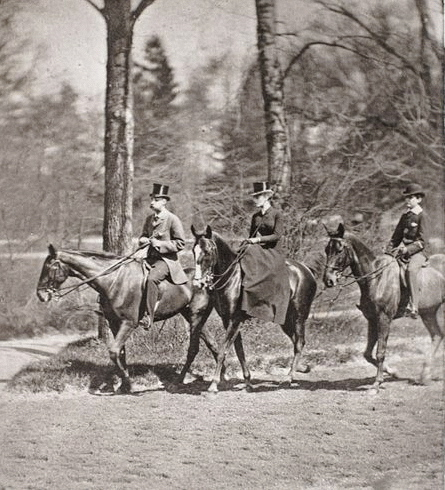
Photographie hippique de Jean I Delton (1884).
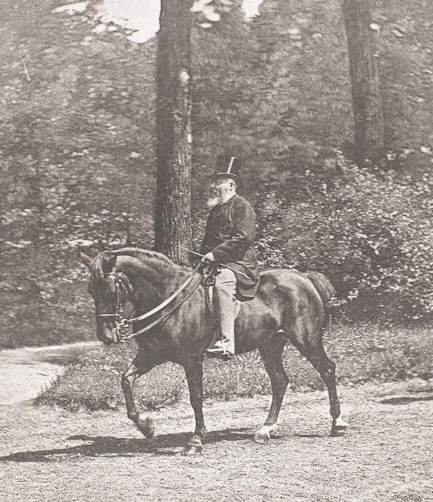
Edmond Joubert, par Jean I Delton.

## Expositions
- 21 octobre 2014 - 26 janvier 2015 : Voilà les Delton !, Musée de la Chasse et de la Nature, Paris[4],[5].